# Mateus de Brestena
Mateus (no mundo George Karpafakis; 1 (13) de março de 1861, Creta  - 14 (27) de  maio de 1950, Keratea, Grécia) - bispo de Brestena da Igreja Ortodoxa Grega do Calendário Antigo, arcebispo de Atenas (1949-1950), primaz da Verdadeira Igreja Ortodoxa da Grécia.